# Chalcochrous
Chalcochrous is een geslacht van kevers uit de familie van de loopkevers (Carabidae). De wetenschappelijke naam van het geslacht is voor het eerst geldig gepubliceerd in 1838 door Chaudoir.

## Soorten
Het geslacht Chalcochrous omvat de volgende soorten:
- Chalcochrous brevithorax Straneo, 1995
- Chalcochrous degener (Peringuey, 1896)
- Chalcochrous hera (Tschitscherine, 1901)
- Chalcochrous lenis (Germar, 1824)
- Chalcochrous otiosus (Tschitscherine, 1898)
- Chalcochrous strictibasis Straneo, 1975